# Nord Est (Inghilterra)
Il Nord Est (North East in inglese) era una delle regioni dell'Inghilterra. La regione era anche conosciuta come Northumbria. Confinava con le regioni Yorkshire e Humber a sud e Nord Ovest a ovest, con la Scozia a nord e con il Mare del Nord a est.

## Aspetti politici
Il 4 novembre 2004 si è tenuto un referendum nella regione, che ha rigettato la proposta di creazione di un'assemblea regionale democraticamente eletta. Di conseguenza, nel 2008 anche l'esistente assemblea interprovinciale nominata dalle contee è stata abolita. Anche un coordinamento di amministratori locali, inaugurato nel 2011, si è sciolto nel 2016.
Esiste un partito politico locale, che si ispira alle ideologie di un regionalismo dell'autonomia della regione stessa.

## Suddivisioni
| Mappa                   | Contea cerimoniale                         | Contea / autorità unitaria                                                             | Distretti                                                                |
| ----------------------- | ------------------------------------------ | -------------------------------------------------------------------------------------- | ------------------------------------------------------------------------ |
|                         | 1. Northumberland †                        | 1. Northumberland †                                                                    | Blyth Valley Wansbeck Castle Morpeth Tynedale Alnwick Berwick-upon-Tweed |
| Tyne and Wear *         | Tyne and Wear *                            | 2. Newcastle upon Tyne 3. Gateshead 4. North Tyneside 5. South Tyneside 6. Sunderland  |                                                                          |
| County Durham           | 7. County Durham †                         | City of Durham Easington Sedgefield Teesdale Wear Valley Derwentside Chester-le-Street |                                                                          |
| County Durham           | 8. Darlington                              |                                                                                        |                                                                          |
| County Durham           | 9. Hartlepool                              |                                                                                        |                                                                          |
| County Durham           | 10. Stockton-on-Tees a nord del fiume Tees |                                                                                        |                                                                          |
| North Yorkshire (parte) | 10. Stockton-on-Tees a sud del fiume Tees  | 10. Stockton-on-Tees a sud del fiume Tees                                              |                                                                          |
| North Yorkshire (parte) | 11. Redcar and Cleveland                   |                                                                                        |                                                                          |
| North Yorkshire (parte) | 12. Middlesbrough                          |                                                                                        |                                                                          |

Legenda: contea non metropolitana = † | contea metropolitana = *
La regione fu originariamente definita come Northumberland, Tyne and Wear, Contea di Durham e Cleveland. Da allora, la contea di Tyne and Wear è stata abolita, Darlington si è staccato dalla Contea di Durham e il Cleveland è stato diviso in quattro parti.
La regione è ora considerata come costituita da quattro sub-regioni distinte: la Contea di Durham, il Northumberland, Tyne & Wear e la Tees Valley (l'ex Cleveland più Darlington)

## Autorità combinata
Con il fallimento della regione si crearono due autorità combinate, il Nord Est e Tees Valley nel 2014. I distretti a nord del Tyne si staccarono però presto, e i quattro distretti residui, Durham, Gateshead, South Tyneside e Sunderland, fecero resistenza a un’evoluzione più integrata di una comunità. L’ente soffriva dunque di una mancanza di democrazia, e ne è stata quindi decisa l’abolizione per il 2024. Al suo posto nascerà una vera autorità combinata a Newcastle per tutta la Northumbria con un sindaco metropolitano.